# Садек Чубак
Садек Чубак (перс. صادق چویک‎; 5 серпня 1916, Бушер — 3 липня 1998) — іранський письменник-новеліст, драматург і романіст.

## Біографія
Народився у 1916 році в Бушері на півдні Ірану. Син купця, Садек Чубак навчався в Ширазі та Тегерані, працював учителем у Хоррамшагрі поруч з ірано-іракським кордоном.
Садек Чубак помер у липні 1998 року в Берклі, США.

## Творчість
Чубака вважали найбільшим письменником-натуралістом у перській літературі. Найбільш відомими є дві збірки його творів: «Хейме Шаб Базі» (Ляльковий театр тіней) 1945 р. та Антарі Ке Лутіяш Мурде Буд" (Мавпа, господар якої вже помер) 1949 р. Після значної перерви він повернувся з романом «Тангір» у 1963 р., а потім «Рузе аввалє кабр» (Перший день у могилі) у 1965 р., «Ахарін садаке» (Остання милостиня) та «Санґе сабур» (Камінь терпіння) у 1966 р.
Чубак переклав деякі твори відомих у всьому світі письменників, таких як Бальзак і Шекспір, перською мовою.